# Сила (държава)
Шила (на корейски: 신라 [ɕilːa]; 57 г. пр.н.е. – 935 г.) е една от Трите корейски държави. Разположена е в южната и централната част на Корейския полуостров. Владетелите носят титлата „кан“ (на корейски: 간).
Легендарната година на основаване е 57 г. пр.н.е., въпреки че първият потвърден владетел Немул датира от 4 век. Шила последователно превзема Кая през 562 г. и две други корейски държави, Пекче през 660 г. и Когурьо през 668 г. По-късно Шила окупира по-голямата част от Корейския полуостров, докато в северната част се оформя държавата Бохай.
След близо 1000 години съществуване, през 892 г. Шила се разпада и след това отново се обединява под името Корьо (откъдето идва и днешното име Корея) през 935 г. В древния свят корейското царство Шила е известно като „държава на златото“.

## Наименование
Има няколко транскрипции на името: 斯盧 (사로, Саро), 斯羅 (사라, Сара), 徐 那 [伐] (서나 [벌], Сона), 徐 耶 [伐] (서야 [벌], Соя), 徐 羅 [伐] (서라 [벌], Сора), 徐 伐 (서벌, Собол). По време на династията Вей (220 – 266 г.) е наречен на китайски Силу (新 盧). През 503 година Шила става официалното име 新 羅, което в съвременния корейски се произнася като Шила – 실라.

## История
Според средновековните корейски хроники, Шила е основана в района на съвременния Кьонджу от Хьокозе около 57 г. пр.н.е. Най-ранното споменаване на тази дата е в Сагук Саги, корейски летописи от 12 век. Съвременните ориенталисти смятат тази дата за занижена, за да се узакони автора на хрониката Ким Бусик и да му се придаде по-голямо историческо значение.
Според легендата Хьокозе се излюпва от яйце и когато е на 13 години, 6 основни клана на Конфедерация Чинхан го качват на трона. До 2 век Шила е разположена в югоизточната част на Корейския полуостров, разширявайки властта си върху съседни племена, но към края на 3 век вероятно не е нищо повече от град-държава.
Вождът Немул (356 – 402 г.) от клана Ким установява наследствена монархия в държавата, като премахва предишната система, където страната се управлява от представители на основните кланове.
Последният век и половина на държавата Шила е свързан с постоянни катаклизми и гражданска война, тъй като кралят губи своето влияние, а мощните аристократични семейства се издигат до фактическо господство извън столицата и кралския двор.

## Стопанство и военни сили
Почвата е много плодородна, основните култури, които растат са ориз, ечемик, боб, просо и пшеница). Отглеждани са много черници и коноп. Произвеждани са копринени материи. Стопанството използва бикове и коне и малък брой магарета. Овце не са отглеждани, конете са с добър ръст, но с лоша езда.
Ранните военни сили в Шила са малък брой кралски пазачи, предназначени за защита на благородниците и във времена на война са служили като основна военна сила, когато е необходимо. Поради честотата на военните конфликти са създадени шест местни гарнизона, по един за всеки окръг. Войниците от гарнизона отговарят за местната отбрана и също така служат като полицейски сили.
Редица велики генерали и военни водачи на Шила са хуарани (еквивалент на западните рицари или кавалери). Първоначално са просто социална група, но поради непрекъснатото военно съперничество между Трите корейски царства, в крайна сметка те се трансформират от група елитни аристократични младежи във войници и военни водачи. Хуараните са ключови фигури при падането на Когурьо, което довежда до обединението на Корейския полуостров под Единна Шила и прогонване на силите на Тан в другите две корейски кралства.